# Le Semeur (Millet)
Pour les articles homonymes, voir Le Semeur.
Le Semeur est un tableau réalisé par le peintre français Jean-François Millet en 1850. Cette huile sur toile est une scène de genre qui représente un paysan en plein semis, avec à l'arrière-plan un attelage de bœufs en train de labourer. L'œuvre fait partie des collections du musée des Beaux-Arts de Boston, dans le Massachusetts, aux États-Unis.